# Pediatric Hematology and Oncology
Pediatric Hematology and Oncology, abgekürzt Pediatr. Hematol. Oncol., ist eine wissenschaftliche Fachzeitschrift, die von der Taylor & Francis-Verlag veröffentlicht wird. Die Zeitschrift wurde 1984 unter dem Namen European Paediatric Haematology and Oncology gegründet, bereits 1986 erfolgte die Verkürzung auf Pediatric Hematology and Oncology, derzeit erscheint die Zeitschrift mit acht Ausgaben im Jahr. Es werden Arbeiten veröffentlicht, die sich mit hämatologischen und malignen Erkrankungen der Kindheit beschäftigen.
Der Impact Factor lag im Jahr 2015 bei 1,09. Nach der Statistik des ISI Web of Knowledge wird das Journal mit diesem Impact Factor in der Kategorie Hämatologie an 60. Stelle von 68 Zeitschriften, in der Kategorie Pädiatrie an 83. Stelle von 119 Zeitschriften und in der Kategorie Onkologie an 194. Stelle von 213 Zeitschriften geführt.